# Seemenbach
Der (auch die) Seemenbach, örtlich auch die Seeme, ist ein etwa 37 Kilometer langer linker Nebenfluss der Nidder im westlichen Vogelsberg.

## Name
Als Ortsname („Siemina“) tritt der Name erstmals schriftlich in Erscheinung. Möglicherweise leitet sich der Name vom germanischen *sim- „Meer“ ab, allerdings könnte er auch keltischen Ursprungs sein.

## Geographie

### Verlauf
Der Bach entspringt nördlich des zur Stadt Gedern gehörenden Stadtteils Ober-Seemen unterhalb der Alteburg. Er fließt durch Ober-, Mittel- und Nieder-Seemen, dann durch Kefenrod, Büdingen und die Büdinger Stadtteile Wolferborn, Rinderbügen und Düdelsheim. Oberhalb von Düdelsheim befindet sich ein Hochwasserrückhaltebecken. Der Seemenbach mündet bei Altenstadt-Lindheim hinter dem Sportplatz in der Wetterau in die Nidder.

### Zuflüsse
- Gottsbach (rechts in Ober-Seemen)
- Steinbach (links)
- Daukenbach (rechts in Kefenrod)
- Steinbach (rechts in Wolferborn)
- Reichenbach (links in Rinderbügen)
- Bornbach (links)
- Flattersbach (rechts)
- Kälberbach (rechts in Büdingen)
- Salzbach (links in Büdingen)
- Lorbach (links)
- Wolfsbach (rechts)
- Kleiner Bach (rechts)
- Hundsgraben (rechts)

### Flusssystem Nidder
- Fließgewässer im Flusssystem Nidder

## Fauna

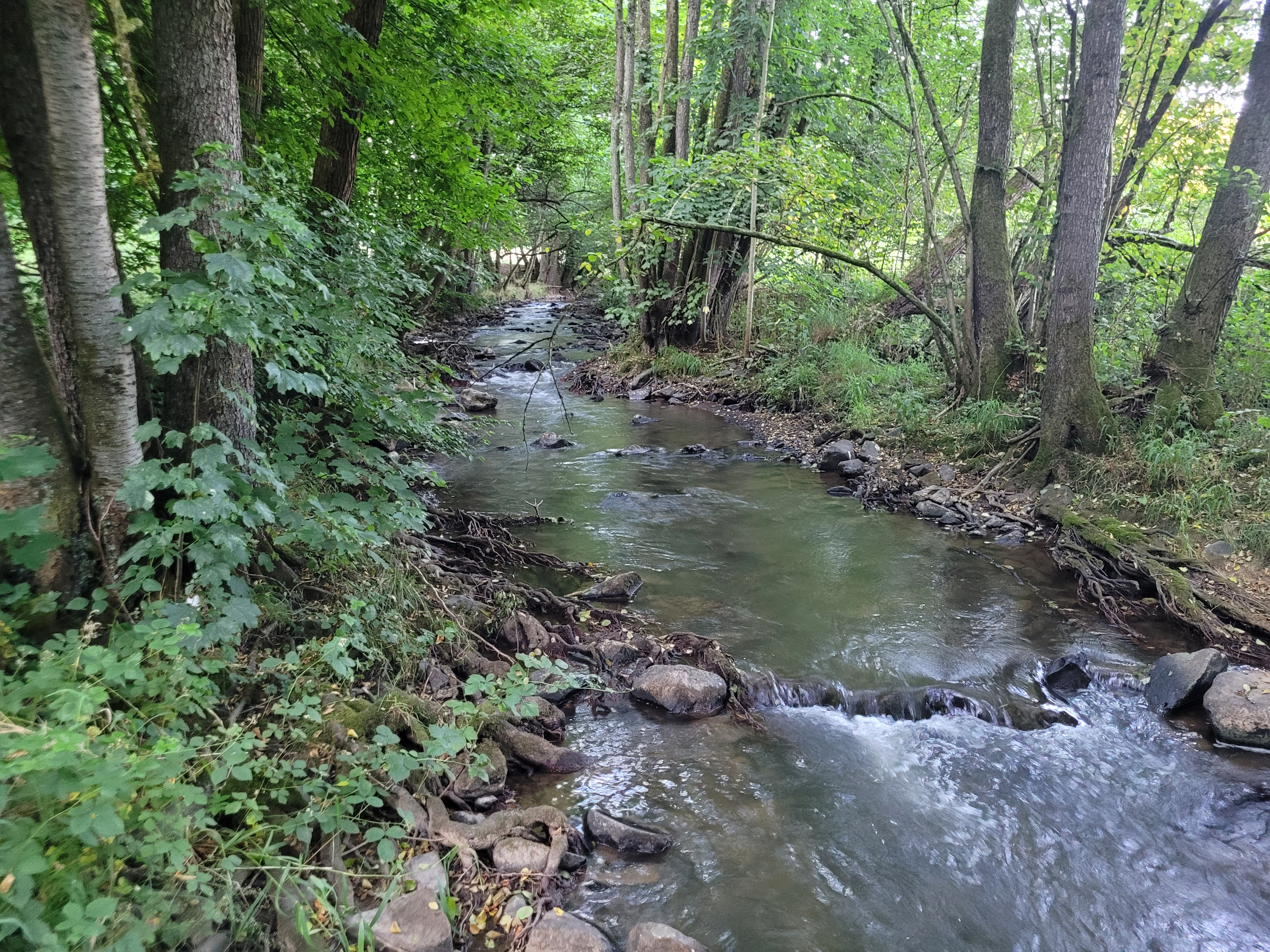
Unterhalb von Rinderbügen ist der Seemenbach ein grobmaterialreicher Mittelgebirgsbach

Im Büdinger Wald trifft man auf Waldlichtungen und in der Seemenbachaue häufig Rehe an. Auch der Schwarzspecht, der Waldkauz und der Wanderfalke leben dort.
Die Uferbereiche des Seemenbaches bieten einen Lebensraum für Bekassine, Großen Brachvogel, Wasseramsel, Blauflügel-Prachtlibelle, Gebänderte Prachtlibelle und Zweigestreifte Quelljungfer.
Im Seemenbach kommen u. a. folgende Fischarten vor: der Karpfen, die Schleie, die Bachforelle, der Aal und der Hecht, sowie verschiedene Weißfische.